# Schronisko na Świniuszce
Schronisko na Świniuszce – obiekt jaskiniowy na wzniesieniu Świniuszka, we wsi Rodaki, w gminie Klucze, w powiecie olkuskim, w województwie małopolskim. Wzniesienie to należy do mikroregionu Pasmo Niegowonicko-Smoleńskie na Wyżynie Częstochowskiej będącej częścią Wyżyny Krakowsko-Częstochowskiej.

## Opis obiektu
Jest to schronisko znajdujące się w lesie na zachodnim zboczu Świniuszki, niedaleko miejsca, w którym od drogi wojewódzkiej nr 791 odgałęzia się droga do Rodaków. Zbocze Świniuszki opada tutaj do suchego wąwozu biegnącego równolegle do drogi wojewódzkiej. Schronisko znajduje się w rozpadlinie pomiędzy skałkami, około 12 m powyżej dna tego wąwozu. Zaczyna się kwadratową studzienką o głębokości około 1,5 m. Przy południowo-wschodniej stronie jej dna znajduje się ciasny, szczelinowy otwór, często zasypywany przez liście. Zaraz za ciasnym wejściem szczelina rozszerza się tworząc niewielką salkę z płaskim stropem. Z jej prawej strony są niedostępne szczeliny, a po przeciwległej ich stronie zacisk, za którym ciągnie się krótka i coraz bardziej zwężająca się szczelina.
Schronisko powstało w późnojurajskich wapieniach skalistych na skrzyżowaniu dwóch szczelin wskutek pęknięcia skał i grawitacyjnego rozsunięcia się skalnych bloków. Schronisko jest całkowicie ciemne i bardzo wilgotne, bez przewiewu powietrza. Jego namulisko składa się głównie z próchnicy i gleby i ma ślady rozgrzebywania. Wewnątrz brak roślin, nie obserwowano też zwierząt.
Schronisko po raz pierwszy było wzmiankowane przez M. Srogę w 1996 r. Dokładniej pomierzył go i opisał A. Polonius w 1999 r. On też sporządził jego plan.

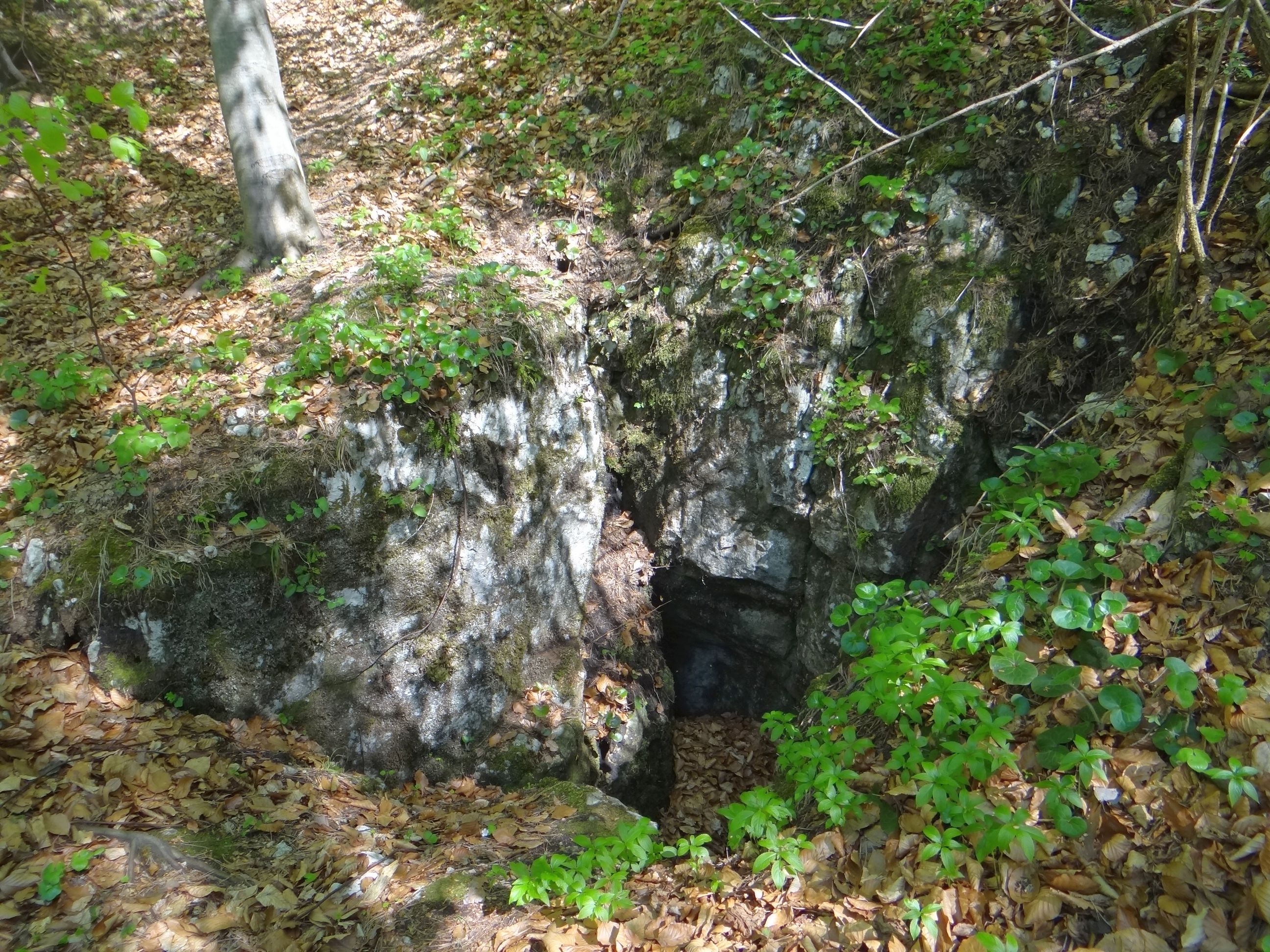
Studzienka
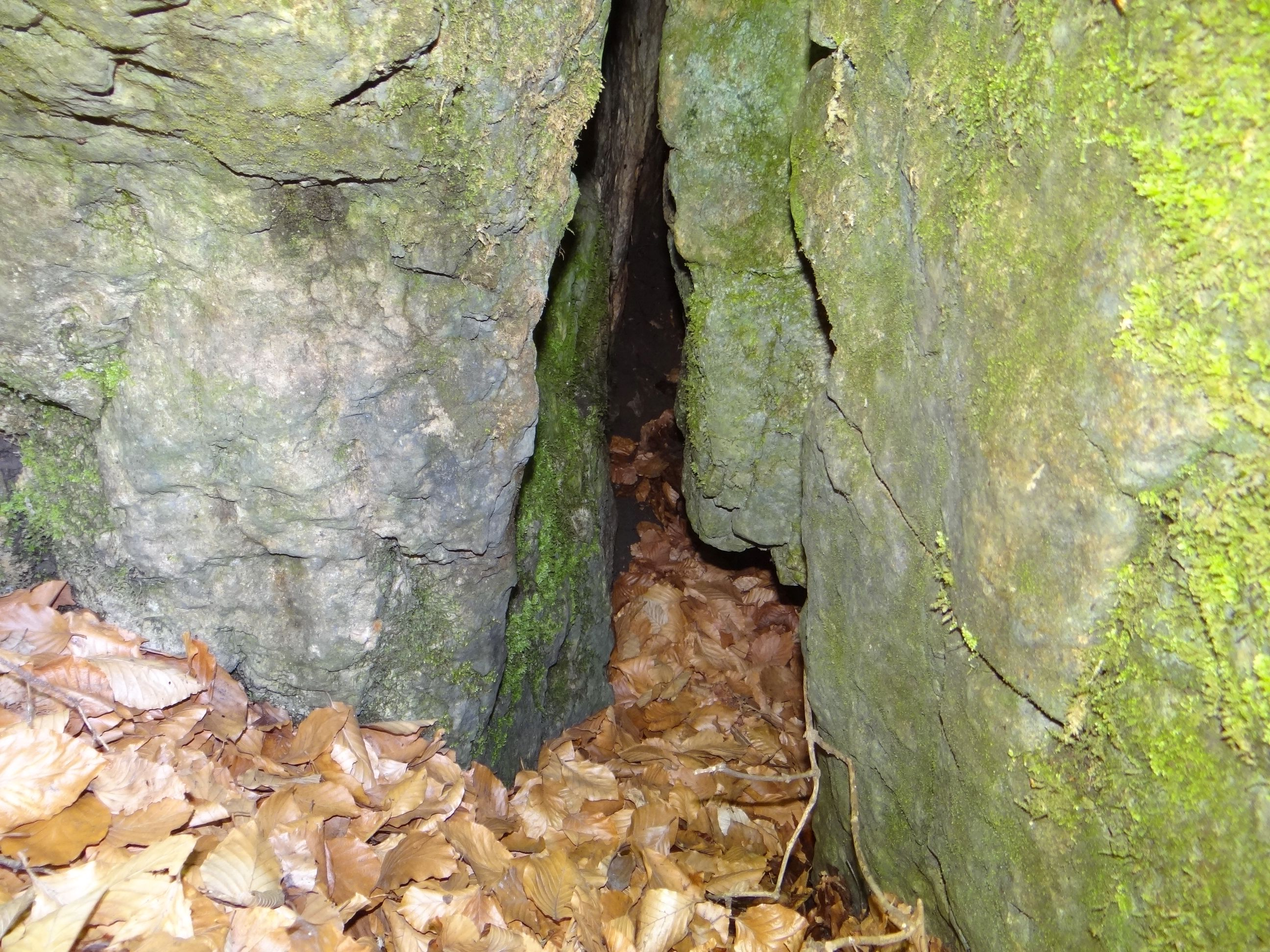
Wejście do schroniska

Na Świniuszce znajduje się jeszcze kilka innych jaskiń: Jaskinia na Świniuszce, Jaskinia Niska w Świniuszce, Jaskinia w Rodakach, Schronisko w Ostańcu Pierwsze, Schronisko w Ostańcu Drugie. Wchodzą w skład geostanowiska Skały na Górze Świniuszka.